# Ctenorillo fagei
Ctenorillo fagei is een pissebed uit de familie Armadillidae. De wetenschappelijke naam van de soort is voor het eerst geldig gepubliceerd in 1940 door Paulian de Felice.